# Нюбърг (Ню Йорк)
Нюбърг (на английски: Newburgh) е град в окръг Ориндж, щат Ню Йорк, Съединени американски щати. Разположен е на десния бряг на река Хъдсън. Населението му е 28 363 души (по приблизителна оценка от 2017 г.).

## Личности
Родени в Нюбърг
- Джеймс Патерсън (р. 1947), писател
- Джон Уул (1784 – 1869), генерал